# 유성 성문 반찰음
유성 성문 반찰음(有聲聲門半擦音)은 자음의 하나로 성문에서 조음되는 마찰음이다. 조음 방법은 무성 성문 반찰음 /h/와 같으나 소리를 더 약하게 내면 된다.

## 예시
- 한국어: 유성음 사이의 ㅎ에서 변이음으로 난다.
- 영국 영어의 용인 발음, 오스트레일리아 영어: 유성음 사이의 h에서 변이음으로 난다.
- 체코어, 슬로바키아어, 쇼나어: h에서 이 소리가 난다.
- 총가어: h, hw, hy에서 이 소리가 난다. hw는 순음화, hy는 구개음화 자음이다.
- 오리야어: ହ에서 이 소리가 난다.
- 북부 우어: 병음 gh, y, w에서 이 소리가 난다.
- 스와지어, 줄루어, 코사어: hh에서 이 소리가 난다.

## 같이 보기
- 삐꺽거리는 성문 접근음